# Bahnstrecke Oulu–Tornio
| Pendolino im Bahnhof Oulu |                                                                |                                            |                                            |
| Kursbuchstrecke: | 14 (1990), 8 (2019)                                            |                                            |                                            |
| Streckenlänge: | 131,9 km                                                       |                                            |                                            |
| Spurweite: | 1524 mm (Russische Spur)                                       |                                            |                                            |
| Stromsystem: | Oulu–Laurila 2 × 25 kV / 50 Hz ~                               |                                            |                                            |
| Maximale Neigung: | Oulu–Laurila: 10 ‰ Laurila–Tornio: 7,5 ‰                       |                                            |                                            |
| Streckengeschwindigkeit: | Oulu–Laurila: R: 140 km/h G: 120 km/h Laurila–Tornio: 120 km/h |                                            |                                            |
| |                                                                |                                            |                                            |
| \| \| \| von Boden \| \| \| \| 888,800 \| Haparanda \| Haparanda \| \| \| \| Staatsgrenze Schweden / Finnland \| \| \| \| 893,917 \| Röyttä[5] \| Röyttä[5] \| \| \| \| Niemenjuova \| \| \| \| \| \| \| \| \| \| Kirkkopudas \| \| \| \| 884,656 \| Tornio (bis 1988 Pers.-Halt) \| Tornio (bis 1988 Pers.-Halt) \| \| \| \| nach Kolari \| \| \| \| 883,307 \| Tornio-Itäinen (ab 2. Oktober 2008) \| Tornio-Itäinen (ab 2. Oktober 2008) \| \| \| \| Keropudas \| \| \| \| 882,070 \| Keropudas \| Keropudas \| \| \| \| Raumonjoki \| \| \| \| 880,072 \| Konu \| Konu \| \| \| 878,712 \| Kyläjoki \| Kyläjoki \| \| \| 875,162 \| Pasanen \| Pasanen \| \| \| 870,210 \| Kaakamo \| Kaakamo \| \| \| \| von Kandalakschai \| \| \| \| 865,776 \| Laurila \| Laurila \| \| \| \| Kemijoki \| \| \| \| \| Kemijoki \| \| \| \| 863,705 \| Lautiosaari (10. Okt. 1903–26. Mai 1974) \| Lautiosaari (10. Okt. 1903–26. Mai 1974) \| \| \| 863,064 \| Lautiosaari (1985–2007) \| Lautiosaari (1985–2007) \| \| \| \| nach Elijärvi \| \| \| \| \| Papierfabrik Metsä Board Kemi, seit 1971 \| \| \| \| \| Kemi Innenhafen \| \| \| \| 858,300 \| Kemi \| Kemi \| \| \| \| Bahnstrecke Kemi–Ajos \| \| \| \| 853,630 \| Pyy \| Pyy \| \| \| \| Bahnstrecke Pyy–Veitsiluoto \| \| \| \| 846,600 \| Maksniemi \| Maksniemi \| \| \| 839,900 \| Viantie \| Viantie \| \| \| 833,715 \| Simo \| Simo \| \| \| 823,500 \| Kuivaniemi \| Kuivaniemi \| \| \| 816,100 \| Myllykangas (alt) \| Myllykangas (alt) \| \| \| 815,693 \| Myllykangas (neu) \| Myllykangas (neu) \| \| \| 805,515 \| Olhava \| Olhava \| \| \| 798,800 \| Lähessuo \| Lähessuo \| \| \| 789,165 \| Ii \| Ii \| \| \| \| von Martinniemi \| \| \| \| 775,159 \| Haukipudas \| Haukipudas \| \| \| 767,000 \| Kello \| Kello \| \| \| 757,800 \| Koskelankylä \| Koskelankylä \| \| \| \| Bahnstrecke Oulu Tuira–Toppila von Toppila \| \| \| \| 755,510 \| Oulu Tuira \| Oulu Tuira \| \| \| \| Industrieanschluss \| \| \| \| \| Oulujoki \| \| \| \| 752,778 \| Oulu \| Oulu \| \| \| \| nach Kontiomäki \| \| \| \| \| nach Seinäjoki \| \| \| \| \| \| \| \| Quellen: [6] \| \| \| \| |                                                                |                                            |                                            |
| Strecke |                                                                | von Boden                                  | von Boden                                  |
| Bahnhof | 888,800                                                        | Haparanda                                  | Haparanda                                  |
| Grenze auf Brücke über Wasserlauf |                                                                | Staatsgrenze Schweden / Finnland           | Staatsgrenze Schweden / Finnland           |
| Betriebs-/Güterbahnhof Streckenanfang · Strecke | 893,917                                                        | Röyttä                                     | Röyttä                                     |
| Brücke über Wasserlauf · Strecke |                                                                | Niemenjuova                                | Niemenjuova                                |
| Strecke nach links · Abzweig geradeaus und von rechts |                                                                |                                            |                                            |
| Brücke über Wasserlauf |                                                                | Kirkkopudas                                | Kirkkopudas                                |
| Dienststation / Betriebs- oder Güterbahnhof | 884,656                                                        | Tornio (bis 1988 Pers.-Halt)               | Tornio (bis 1988 Pers.-Halt)               |
| Abzweig geradeaus, nach links und von links |                                                                | nach Kolari                                | nach Kolari                                |
| Haltepunkt / Haltestelle | 883,307                                                        | Tornio-Itäinen (ab 2. Oktober 2008)        | Tornio-Itäinen (ab 2. Oktober 2008)        |
| Brücke über Wasserlauf |                                                                | Keropudas                                  | Keropudas                                  |
| ehemaliger Haltepunkt / Haltestelle | 882,070                                                        | Keropudas                                  | Keropudas                                  |
| Brücke über Wasserlauf |                                                                | Raumonjoki                                 | Raumonjoki                                 |
| ehemaliger Haltepunkt / Haltestelle | 880,072                                                        | Konu                                       | Konu                                       |
| ehemaliger Bahnhof | 878,712                                                        | Kyläjoki                                   | Kyläjoki                                   |
| ehemaliger Haltepunkt / Haltestelle | 875,162                                                        | Pasanen                                    | Pasanen                                    |
| ehemaliger Bahnhof | 870,210                                                        | Kaakamo                                    | Kaakamo                                    |
| Abzweig geradeaus und von links |                                                                | von Kandalakschai                          | von Kandalakschai                          |
| Dienststation / Betriebs- oder Güterbahnhof | 865,776                                                        | Laurila                                    | Laurila                                    |
| Brücke über Wasserlauf |                                                                | Kemijoki                                   | Kemijoki                                   |
| Brücke über Wasserlauf |                                                                | Kemijoki                                   | Kemijoki                                   |
| ehemaliger Haltepunkt / Haltestelle | 863,705                                                        | Lautiosaari (10. Okt. 1903–26. Mai 1974)   | Lautiosaari (10. Okt. 1903–26. Mai 1974)   |
| ehemaliger Dienststation / Betriebs- oder Güterbahnhof | 863,064                                                        | Lautiosaari (1985–2007)                    | Lautiosaari (1985–2007)                    |
| Abzweig geradeaus und ehemals nach links |                                                                | nach Elijärvi                              | nach Elijärvi                              |
| Abzweig geradeaus und von rechts |                                                                | Papierfabrik Metsä Board Kemi, seit 1971   | Papierfabrik Metsä Board Kemi, seit 1971   |
| Abzweig geradeaus und ehemals von rechts |                                                                | Kemi Innenhafen                            | Kemi Innenhafen                            |
| Bahnhof | 858,300                                                        | Kemi                                       | Kemi                                       |
| Abzweig geradeaus und nach rechts |                                                                | Bahnstrecke Kemi–Ajos                      | Bahnstrecke Kemi–Ajos                      |
| ehemaliger Haltepunkt / Haltestelle | 853,630                                                        | Pyy                                        | Pyy                                        |
| Abzweig geradeaus und ehemals nach rechts |                                                                | Bahnstrecke Pyy–Veitsiluoto                | Bahnstrecke Pyy–Veitsiluoto                |
| ehemaliger Haltepunkt / Haltestelle | 846,600                                                        | Maksniemi                                  | Maksniemi                                  |
| ehemaliger Haltepunkt / Haltestelle | 839,900                                                        | Viantie                                    | Viantie                                    |
| Dienststation / Betriebs- oder Güterbahnhof | 833,715                                                        | Simo                                       | Simo                                       |
| ehemaliger Haltepunkt / Haltestelle | 823,500                                                        | Kuivaniemi                                 | Kuivaniemi                                 |
| ehemaliger Haltepunkt / Haltestelle | 816,100                                                        | Myllykangas (alt)                          | Myllykangas (alt)                          |
| Dienststation / Betriebs- oder Güterbahnhof | 815,693                                                        | Myllykangas (neu)                          | Myllykangas (neu)                          |
| ehemaliger Haltepunkt / Haltestelle | 805,515                                                        | Olhava                                     | Olhava                                     |
| ehemaliger Haltepunkt / Haltestelle | 798,800                                                        | Lähessuo                                   | Lähessuo                                   |
| Dienststation / Betriebs- oder Güterbahnhof | 789,165                                                        | Ii                                         | Ii                                         |
| Abzweig geradeaus und ehemals von rechts |                                                                | von Martinniemi                            | von Martinniemi                            |
| Dienststation / Betriebs- oder Güterbahnhof | 775,159                                                        | Haukipudas                                 | Haukipudas                                 |
| ehemaliger Haltepunkt / Haltestelle | 767,000                                                        | Kello                                      | Kello                                      |
| ehemaliger Haltepunkt / Haltestelle | 757,800                                                        | Koskelankylä                               | Koskelankylä                               |
| Abzweig geradeaus und ehemals von rechts |                                                                | Bahnstrecke Oulu Tuira–Toppila von Toppila | Bahnstrecke Oulu Tuira–Toppila von Toppila |
| Dienststation / Betriebs- oder Güterbahnhof | 755,510                                                        | Oulu Tuira                                 | Oulu Tuira                                 |
| Abzweig geradeaus und ehemals von links |                                                                | Industrieanschluss                         | Industrieanschluss                         |
| Brücke über Wasserlauf |                                                                | Oulujoki                                   | Oulujoki                                   |
| Bahnhof | 752,778                                                        | Oulu                                       | Oulu                                       |
| Abzweig geradeaus und nach links |                                                                | nach Kontiomäki                            | nach Kontiomäki                            |
| Strecke |                                                                | nach Seinäjoki                             | nach Seinäjoki                             |
| |                                                                |                                            |                                            |
| Quellen: |                                                                |                                            |                                            |

Die Bahnstrecke Oulu–Tornio ist eine Bahnstrecke in Finnland. Eigentümer der Strecke ist der finnische Staat. Betrieben wird sie vom staatlichen Bahnunternehmen VR-Yhtymä.

## Technische Parameter
Die eingleisige Strecke hat die russische Spurweite von 1524 mm und ist 131,9 km lang. Die zulässige Achslast zwischen Tampere und Oulu beträgt 25 t, auf den anderen Abschnitten 22,5 t. Im südlichen Teil ist sie elektrifiziert, der Abschnitt zwischen Laurila und Tornio soll bis 2025 folgen.
Auf dem elektrifizierten Abschnitt zwischen Oulu und Laurila liegt die Streckengeschwindigkeit für Personenzüge bei 140 km/h und für Güterzüge bei 120 km/h. Auf dem nicht elektrifizierten Abschnitt zwischen Laurila und Tornio liegt sie bei 120 km/h. Auf der Strecke gibt es 64 Bahnübergänge, von denen zwölf mit Schranken und einer mit akustischer und optischer Warneinrichtung versehen sind. Die übrigen 51 Bahnübergänge sind nicht technisch gesichert.:21

## Geschichte
Die Strecke zwischen Tornio und Oulu-Tuira wurde am 16. Oktober 1903 eröffnet.:8
1917 diente sie der Rückführung des Hofzuges der Zarin-Mutter, Maria Fjodorowna, die mit ihrem Zug bei Ausbruch des Ersten Weltkriegs 1914 in Dänemark, ihrem Geburtsland, steckengeblieben war, weil damals die einzige Schienenverbindung nach Russland über das Territorium des russischen Kriegsgegners Deutschland führte. 1917 hatte auf schwedischer Seite die Bahnstrecke Boden–Haparanda den Grenzfluss Torne älv / Tornejoki erreicht, die Brücke über den Fluss fehlte aber noch. Nach sorgfältiger Messung der Eisdicke wurde ein provisorisches Gleis über den Torne älv verlegt, dann mit einer Rangierlokomotive immer zwei Wagen von Schweden in das damals russische Finnland gebracht und der Zug anschließend über die Bahnstrecke Oulu–Tornio abgefahren.
Im April 1917 nutzte Lenin die Strecke Oulu–Tornio für seine Reise aus dem Schweizer Exil zurück nach Russland.
Während des Zweiten Weltkriegs erfolgten umfangreiche Transporte der Wehrmacht in das mit Deutschland verbündete Finnland über die Strecke, die das formal neutrale Schweden zuließ, um eine Besetzung zu vermeiden.
Der Nahverkehr auf der Strecke westlich von Laurila wurde 1988 eingestellt.
Im Dezember 2004 wurde die Elektrifizierung zwischen Oulu und Laurila fertiggestellt, 2014 im finnischen Parlament über deren Fortsetzung nach Tornio beraten. Das Vorhaben wurde mit 130 zu 52 Stimmen abgelehnt.

## Bahnstrecke Oulu Tuira–Toppila
Auf Initiative des Handelsverbandes von Oulu baute die Staatsbahn VR 1886 als Teil der später errichteten Österbottenbahn eine Strecke vom Bahnhof Oulu über Tuira nach Toppila, da das Verkehrsaufkommen im Hafen von Toppila mit dem Außenhandel zunahm. Die Strecke wurde am 1. November 1886 eröffnet. Ab Oulu Tuira schloss ab dem 16. Oktober 1903 die Bahnstrecke Oulu–Tornio an, der Bahnhof Oulu Tuira wurde Abzweigbahnhof.

## Verkehrsaufkommen
Von Oulu nach Kemi verkehrten 2013 täglich sechs Reisezugpaare, teilweise weiter bis Rovaniemi. Am Donnerstag-, Samstag- und Sonntagmorgen befuhr ein Nachtzug von Helsinki nach Kolari über den gesamten Streckenabschnitt mit Halt in Oulu, Kemi und Tornio-Itäinen.
2016 verkehrten die Schnellzüge von Tornio Richtung Helsinki mit Autotransport- sowie Schlaf- und Speisewagen. In der Wintersaison gab es in unterschiedlichen Perioden zeitweise einen oder zwei Züge, davon einer nach Pasila/Böle sowie von Oulu nach Kemi täglich bis zu sieben Züge pro Richtung, teilweise weiter bis Rovaniemi. Die Gegenzüge verkehrten ebenfalls als Nachtzüge.
2008 wurden zwischen Oulu und Laurila 1,45 Millionen, zwischen Laurila und Tornio-Itäinen 1,35 Millionen und zwischen Tornio-Itäinen und Tornio 0,26 Millionen Tonnen Güter transportiert. Auf der acht Kilometer langen Güterverkehrsstrecke zwischen Tornio und Röyttä wurden 33 000 Tonnen befördert.:42
Der grenzüberschreitende Verkehr nach Schweden ist bedeutungslos. Die Umspuranlage in Tornio ist seit vielen Jahren außer Betrieb.

## Gegenwart und Zukunft
2019 nahm die neue finnische Mitte-Links-Regierung das Projekt der Elektrifizierung des noch oberleitungsfreien Abschnitts der Strecke wieder auf. Dem Beschluss für diese Investition hat der Angriff Russlands auf die Ukraine den erforderlichen politischen Anschub verliehen, weil die Strecke die einzige Bahnverbindung vom übrigen Skandinavien nach Finnland ist. Baubeginn war im April 2023. Technisch größtes Problem ist dabei die ehemalige Drehbrücke über den Torne älv / Tornejoki, eine oben geschlossene Stahlbrücke, die aufwändig umgebaut werden muss. Die Arbeiten sollen 2025 abgeschlossen werden. Dann soll in einem weiteren Schritt auch die Bahnstrecke Tornio–Rautuvaara nach Kolari elektrifiziert werden.
Bis Ende 2030 sollen nach einem Strategiepapier vom Januar 2019 alle Bahnübergänge nördlich von Oulu technisch gesichert oder beseitigt werden. Von Oulu bis Kemi und von Laurila bis Tornio ist ein Ausbau geplant. Eine höhere Achslast wäre zwischen Oulu und Laurila erforderlich. Zweispurige Abschnitte (vor allem Kemi–Laurila) wären notwendig.

## Galerie

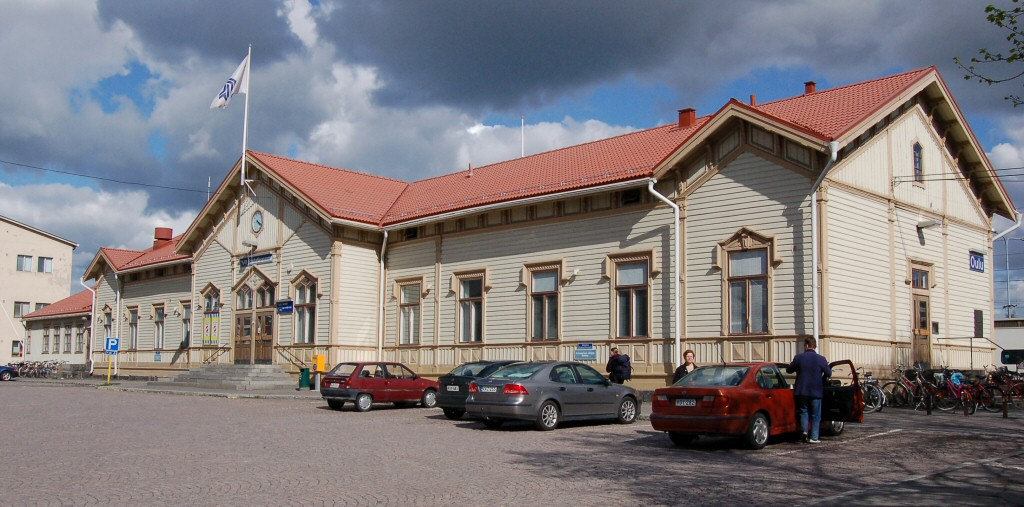
Bahnhof Oulu
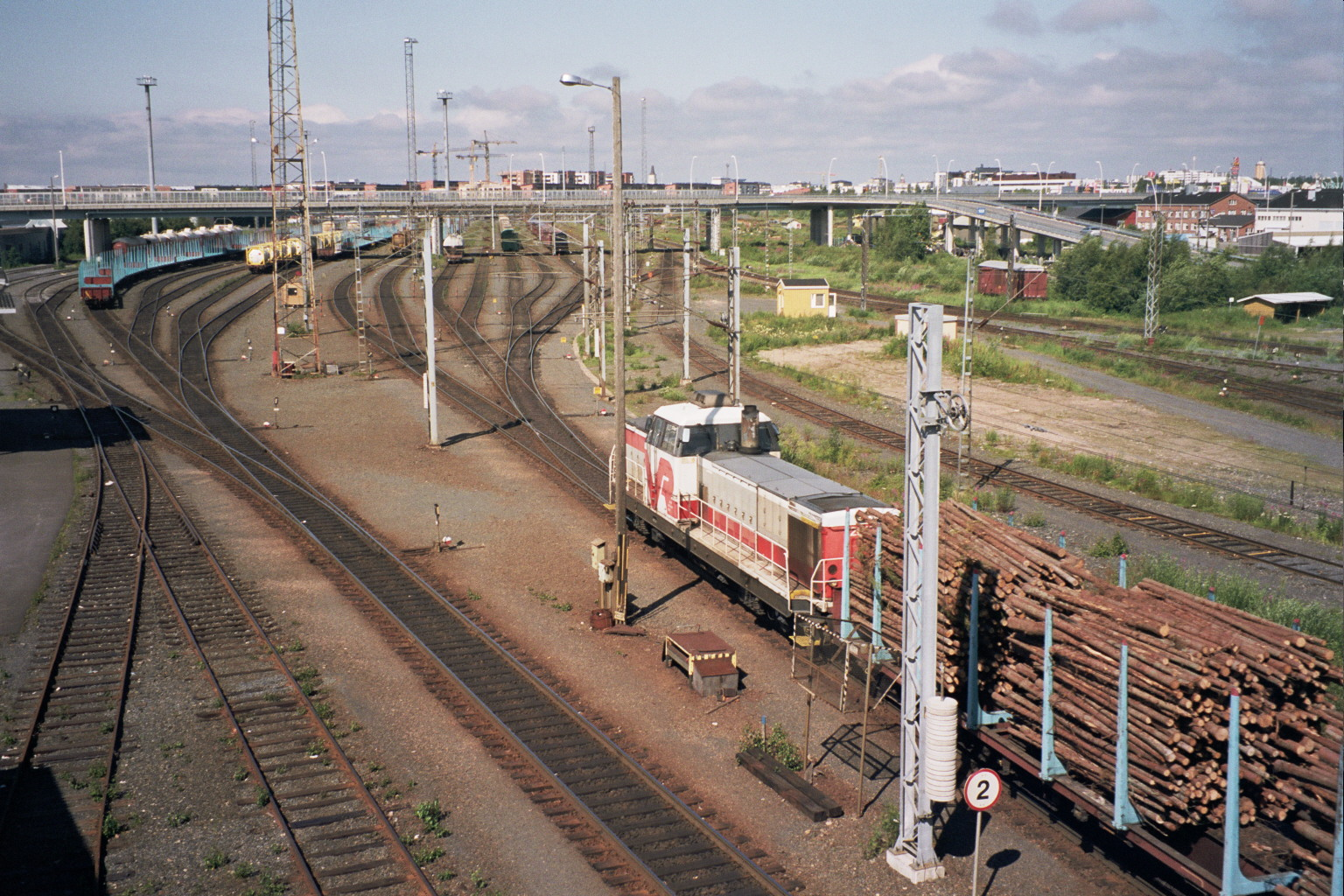
Bahnhof Oulu
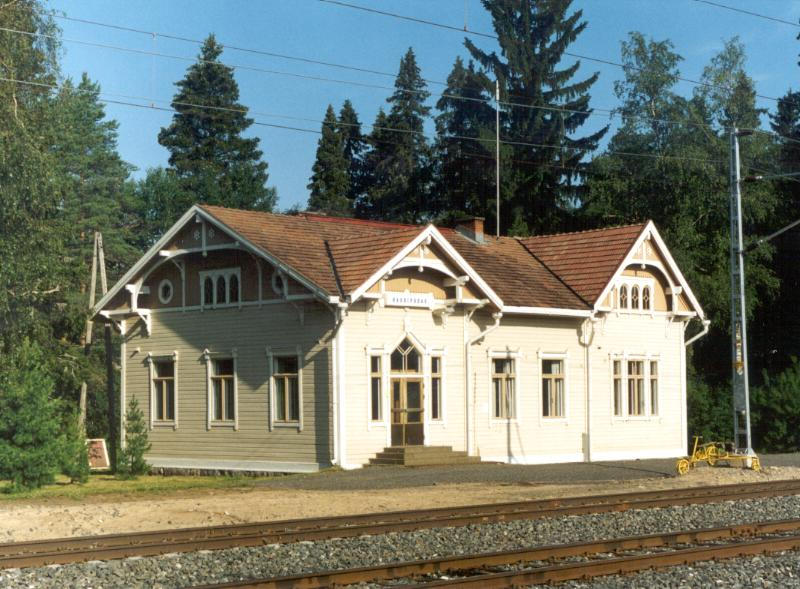
Bahnhof Haukipudas
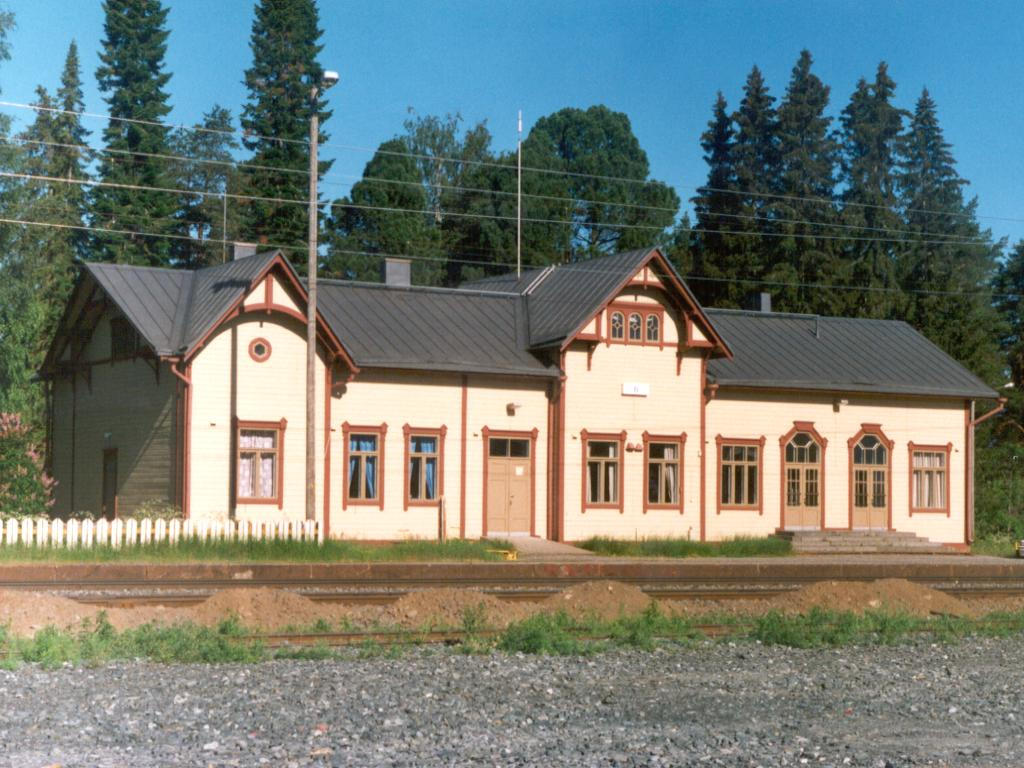
Bahnhof Ii
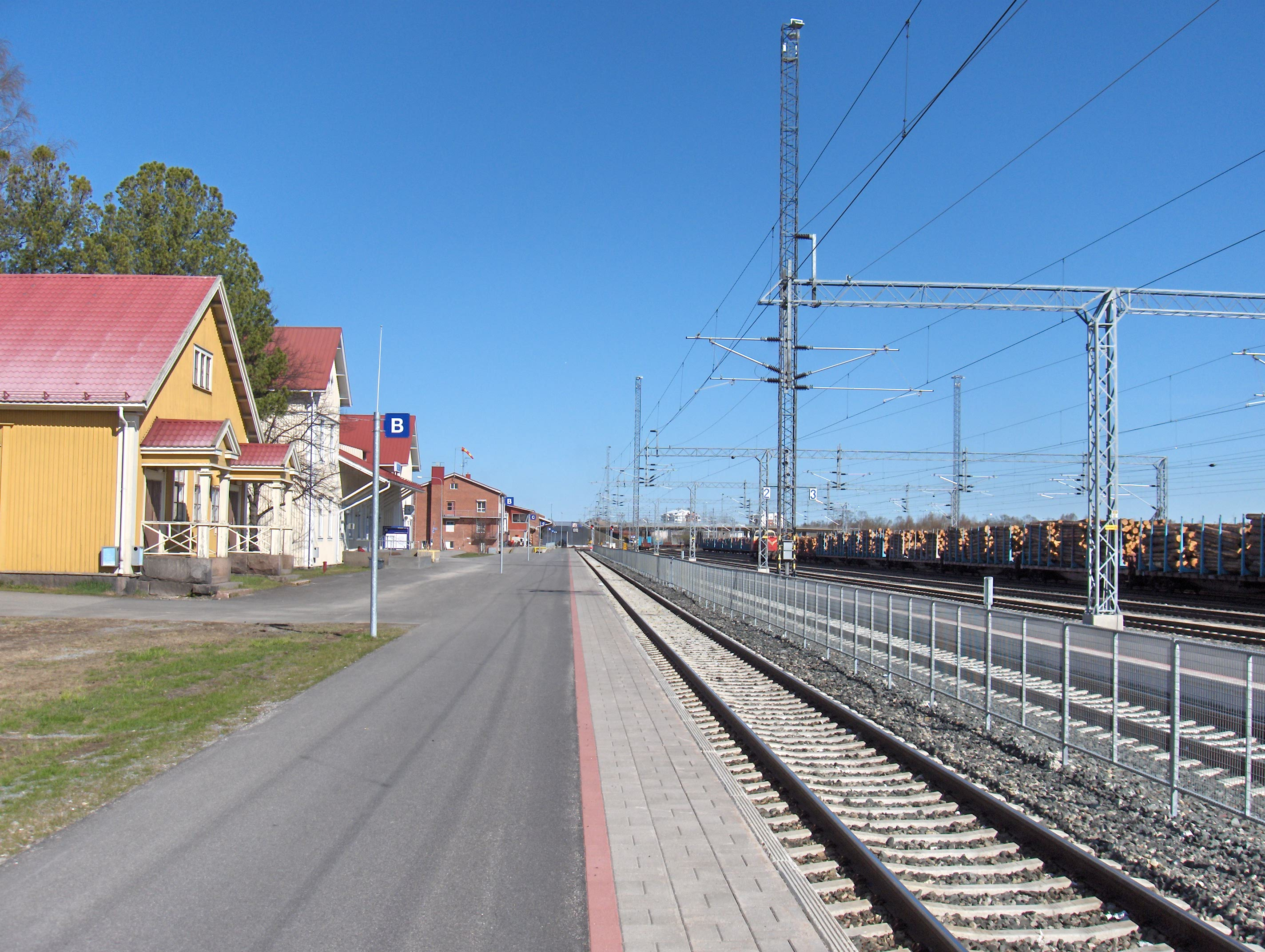
Bahnhof Kemi